# Superligaen A/S
Superligaen A/S er organisationen der styrer og organiserer den bedste danske fodboldrække, Superligaen, for Dansk Boldspil-Union.